# Stimulus
A stimulus olyan hatás, mely ha egy szervezetet vagy szerkezetet ér, azt valamilyen aktivitásra készteti.
Azt a képességet, hogy egy élőlény válaszoljon egy stimulusra, érzékenységnek hívják.
A különféle élőlények érzékenysége változó.
Ahhoz, hogy egy stimulusnak hatása lehessen, a fogadónak az érzékenységi határ feletti állapotban kell lennie, amikor már az adott stimulus hatásos (például egy rosszul halló emberre nincs hatással egy olyan hangstimulus, amelyet nem hall).
Az élettelen struktúráknál is van egy érzékenységi határ, amely alatt az éppen bejövő stimulus hatástalan.

## A stimulus a pszichológiában
A pszichológiában a stimulust energiamotívumnak is hívják, melyet az érzékszervek érzékelnek.
A behaviorizmusnál és más stimulus–válasz típusú elméleteknél a stimulus a viselkedés alapját képezi, amint az érzéki/észlelő  pszichológiában az észlelések képezik a viselkedés alapjait.
A 19. század második felében Fechner megalkotta a pszichofizikát, mely az érzeteknek a fizikai ingerekhez, ill. általában a fizikai (a testi) stimulusoknak a pszichikaihoz (lelkihez) való viszonyát tárgyalják.
Az észlelés kontextusában különbséget tesznek a disztális stimulus (külső, érzékelt objektum) és a proximális (test középpontjához közelebb eső, azaz az érzőszervek stimulálása) között.